# Іванівка (Лубенський район)
Іва́нівка — село в Україні, в Лубенському районі Полтавської області. Населення становить 194 осіб. Колишній орган місцевого самоврядування — Вишнева сільська рада.

## Географія
Село Іванівка знаходиться на відстані 3 км від села Лазірки. Поруч проходять автомобільна дорога М03 та залізниця, станція Іванівка за 2 км.

## Історія
Село Іванівка виникло в середині XIX ст. понад поштовим трактом Лубни — Пирятин. У 1859 р. тут на тракті існувала поштова станція та Іванівський трактир і за списком населених місць Полтавської губернії тоді тут було 2 двори і 4 жителі. На картах Шуберта середини XIX ст. тут понад трактом зазначений Іванівський хутір.
- 12 червня 2020 року, відповідно до розпорядження Кабінету Міністрів України № 721-р «Про визначення адміністративних центрів та затвердження територій територіальних громад Полтавської області», село увійшло до складу Новооржицької селищної громади[1].
- 19 липня 2020 року, в результаті адміністративно - територіальної реформи та ліквідації  Оржицького району, село увійшло до складу новоутвореного Лубенського району[2].

## Політика

### Парламентські вибори, 2019
На позачергових парламентських виборах 2019 року у селі функціонувала окрема виборча дільниця № 530668, розташована у приміщенні клубу.
Результати
- зареєстровано 69 виборців, явка 52,17 %, найбільше голосів віддано за «Слугу народу» — 45,71 %, за Радикальну партію Олега Ляшка — 25,71 %, за Всеукраїнське об'єднання «Батьківщина» — 17,14 %.[3] В одномандатному окрузі найбільше голосів отримав Ігор Лінчевський (самовисування) — 34,29 %, за Анастасію Ляшенко (Слуга народу) — 28,57 %, за Фахраддіна Мухтарова (самовисування) — 11,43 %[4].

## Населення

### Мова
Розподіл населення за рідною мовою за даними перепису 2001 року:
| Мова            | Кількість | Відсоток |
| --------------- | --------- | -------- |
| українська      | 185       | 95.36%   |
| російська       | 7         | 3.60%    |
| румунська       | 1         | 0.52%    |
| інші/не вказали | 1         | 0.52%    |
| Усього          | 194       | 100%     |

## Персоналії
- Жаданівський Михайло Петрович (1896–1938) — український театральний актор, відомий за виступами в театрі «Березіль» Леся Курбаса, згодом в Харківському українському драматичному театрі імені Тараса Шевченка, жертва репресій 1930-х років.[6]